# Бухарестский метрополитен
Бухаре́стский метрополите́н (рум. Metroul Bucureşti) — единственный метрополитен в Румынии. Обслуживается компанией «Metrorex».

## Линии
Сеть метрополитена состоит из пяти линий: M1, M2, M3, M4 и M5. Действует линейно-маршрутная система движения поездов. Общая длина путей метрополитена — 80,1 км. Насчитывается 64 станции, среднее расстояние между которыми — около 1,5 км. Длина станций лежит в промежутке 135—175 м, а средняя глубина залегания составляет 12 м. Ширина колеи — 1432 мм.
|      | \| Цвет \| Линия \| Год открытия \| Год открытия последней станции на линии \| Маршрут \| \| ---- \| ----- \| ------------ \| --------------------------------------- \| ---------------------------------------------- \| \| \| M1 \| 1979 \| 1992 \| Дристор 2 — Република и Дристор 2 — Пантелимон \| \| \| M2 \| 1986 \| 2023 \| Пипера — Тудор Архези \| \| \| M3 \| 1983 \| 2008 \| Пречизией — Ангел Салигни \| \| \| M4 \| 2000 \| 2017 \| Гара-де-Норд 2 — Стрэулешть \| \| \| M5 \| 2020 \| 2020 \| Рыул Доамней — Эройлор \| \| \| M6 \| \| \| \| |              |                                         |                                                |
| Цвет | Линия | Год открытия | Год открытия последней станции на линии | Маршрут                                        |
|      | M1 | 1979         | 1992                                    | Дристор 2 — Република и Дристор 2 — Пантелимон |
|      | M2 | 1986         | 2023                                    | Пипера — Тудор Архези                          |
|      | M3 | 1983         | 2008                                    | Пречизией — Ангел Салигни                      |
|      | M4 | 2000         | 2017                                    | Гара-де-Норд 2 — Стрэулешть                    |
|      | M5 | 2020         | 2020                                    | Рыул Доамней — Эройлор                         |
|      | M6 |              |                                         |                                                |

## История

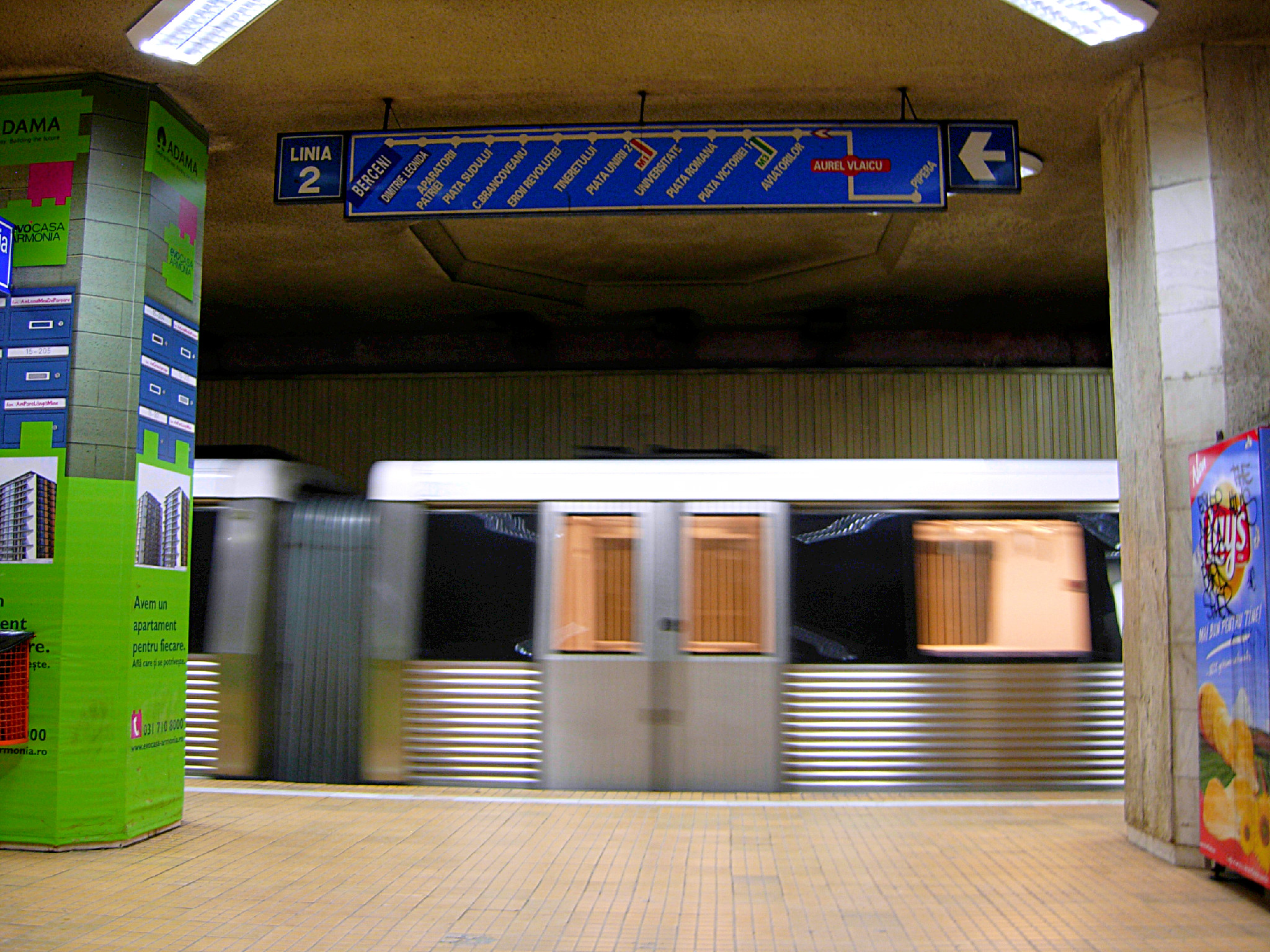
Станция Аурел Влайку

Первые предложения строительства системы метрополитена в румынской столице были предложены ещё в начале XX века, но никакого развития они не получили.
Всерьёз над строительством метро снова задумались только в конце 30-х годов, когда были разработаны планы по генеральной модернизации города, но начало Второй мировой войны и начало политической напряжённости стали препятствием для реализации данного проекта.
К 1970 году транспортная система Бухареста стала сильно перегруженной, несмотря даже на то, что она занимала четвёртое место по количеству маршрутов и их протяжённости в Европе. Этот факт окончательно дал понять, что строительство подземного вида транспорта в столице необходимо.
Строительство метро началось в сентябре 1975 года.
Открытие первого участка для пассажиров: Семэнэтоаря (сейчас Петраке Поенару) — Тимпурь Ной, включающего в себя 6 станций общей протяжённостью 8,63 км, состоялось 19 ноября 1979 года, спустя чуть более четырёх лет после начала строительства. До 1991 года Бухарестский метрополитен был одним из двух (вместе с Восточноберлинским) в странах бывшего Варшавского договора, куда не поставлялись метропоезда советского производства. 

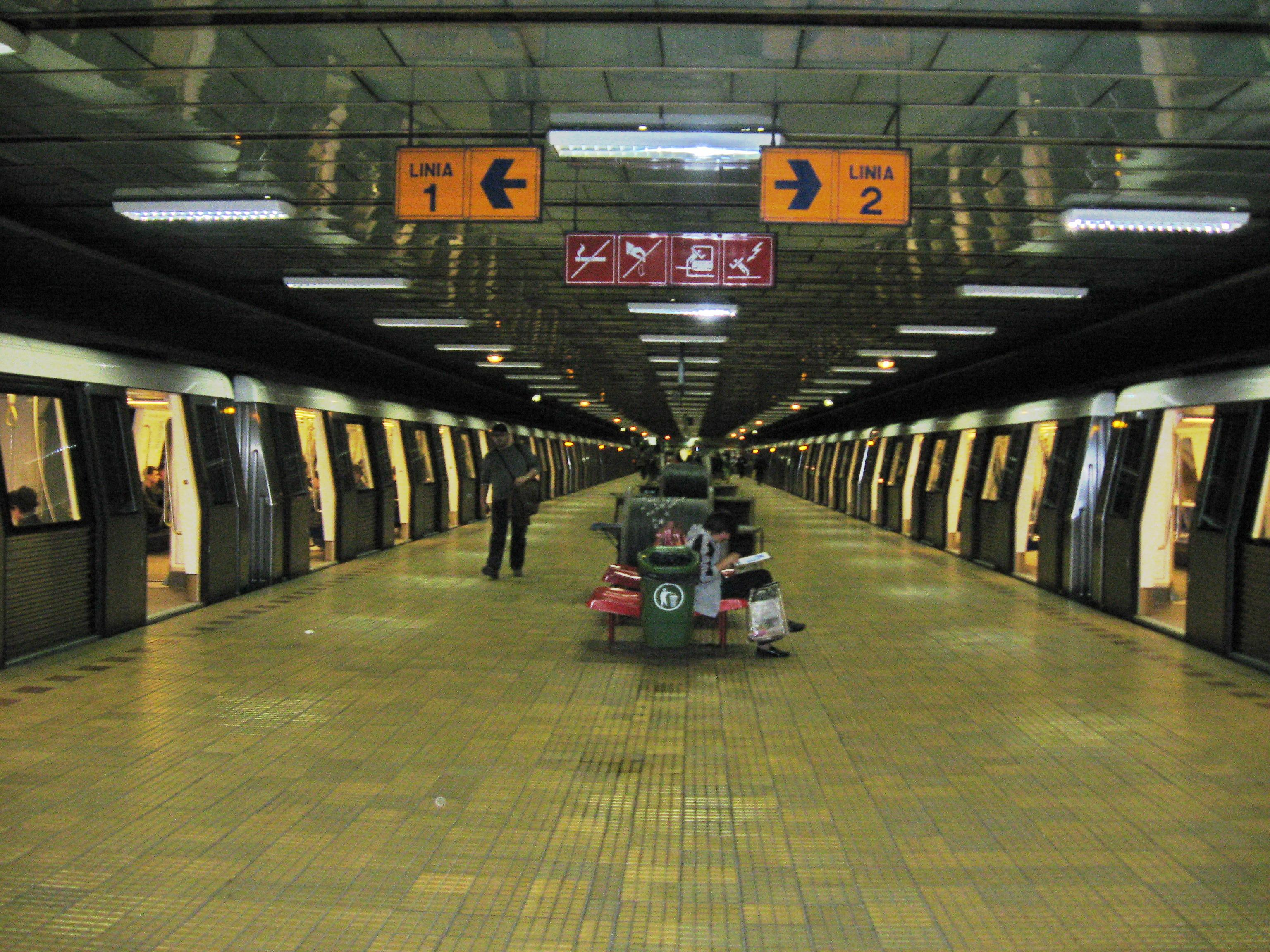
Станция Дристор

Архитектура станций сильно отличалась от большинства станций других систем метро в Восточной Европе, так как все станции были лишены каких-либо архитектурных излишеств в угоду практичности и удобства, но несмотря на этот факт, каждая станция имеет свой собственный дизайн.
Многие станции имеют недостаточное количество источников освещения из-за политики эконономии электроэнергии в Румынии в конце 80-х.
Бухарестский метрополитен имеет относительно большую сеть, протяжённость которой составляет более 80,1 км, опережая такие города как Прага, Будапешт, София и другие.

## Хронология открытия новых участков

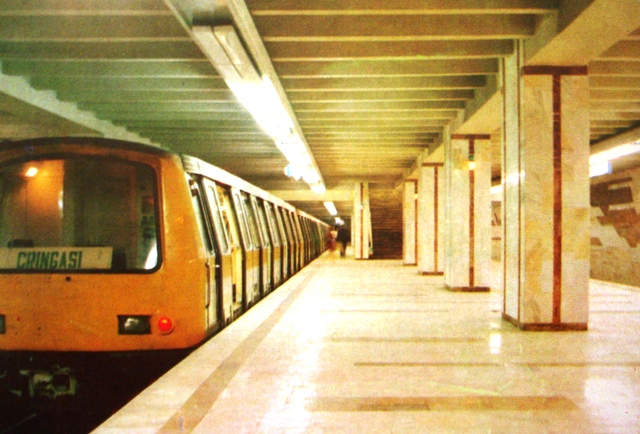
Станция Крынгаши в середине 1980-х

19 ноября 1979: M1 Семэнэтоаря (сейчас Петраке Поенару) — Тимпури Ной; 8,63 км, 6 станций
28 декабря 1981: M1 Тимпури Ной — Република; 10,1 км, 6 станций
19 августа 1983: M1 (сейчас М3) Ероилор — Индустриилор (сейчас Пречизией); 8,63 км, 4 станций (Горжулуй добавлена позже)
22 декабря 1984: M1 Семэнэтоаря (сейчас Петраке Поенару) — Крынгашь; 0,97 км, 1 станция
24 января 1986: M2 Пяца Унирий 2 — Депоул I.M.G.B. (сейчас Берчень); 9,96 км, 6 станций (Тинеретулуй и Константин Брынковяну добавлены позже)
6 апреля 1986: M2 Тинеретулуй; 0,0 км, 1 станция
24 октября 1987: M2 Пяца Унирий 2 — Пипера; 8,72 км, 5 станций (Пяца Романэ добавлена позже)
24 декабря 1987: M1 Крынгашь — Гара де Норд 1; 2,83 км, 1 станция (Басараб добавлена позже)
28 ноября 1988: M2 Пяца Романэ; 0,0 км, 1 станция
5 декабря 1988: M2 Константин Брынковяну; 0,0 км, 1 станция
17 августа 1989: M3 (сейчас M1) Гара де Норд 1 — Дристор 2; 7,8 км, 6 станций
Май 1991: M1 Република — Пантелимон; 1,43 км, 1 станция
26 августа 1992: M1 Басараб; 0,0 км, 1 станция
31 августа 1994: M3 Горжулуй; 0,0 км, 1 станция (открыта половина станции в западном направлении, вторая половина в восточном направлении была открыта в 1998 году)
1 марта 2000: M4 Гара де Норд 2 — 1 Май; 3,6 км, 4 станции
20 ноября 2008: M3 Николае Григореску 2 — Линия де Чентурэ (сейчас Ангел Салини); 4,75 км, 4 станции
1 июля 2011: M4 1 Май — Парк Базилеску; 2,62 км, 2 станции
31 марта 2017: M4 Парк Базилеску — Стрэулешть; 2,1 км, 2 станции
15 сентября 2020: M5 Рыул Доамней — Эройлор; 7,2 км, 10 станций
15 ноября 2023: M2 Берчень — Тудор Аргези; 1,6 км, 1 станция

### Линия 5 (M5)
Пятая линия Бухарестского метрополитена будет иметь длину 16,1 км и 25 станций. Данная линия планируется от станции Рыул Доамней до Пантелимон. Также будет построено ответвление от станции Романчиерилор к Валя Яломицей (где будет расположено депо).
В 2011 году началось строительство первого участка 5 линии: Рыул Доамней — Ероилор. Длина первого участка (с ответвлением к Валя Яломицей) составит 7,2 километра, на нём будет 10 станции. Срок сдачи — 2019 год.
15 сентября 2020 года открыт первый пусковой участок от станции «Рыул Доамней» до станции «Эройлор» протяжённостью 7,2 км с 10 станциями.

## Перспективы

### Линия 6 (M6)
Строительство этой линии планировалось начать в 2013 году и закончить в 2018 году, однако в связи с недостатком финансирования проект был заморожен. Запланированная длина линии 14 км, а количество станций — 12.
Данная линия должна соединить город с международными аэропортами Бэняса и Анри Коанды.

### Линия 7 (M7)
Была запланирована 7 линия, однако по состоянию на 2022 год, конкретные планы её строительства отсутствуют.

## Техническая информация

### Общая информация
Напряжение контактной сети 750V. Электричество подводится через контактный рельс (в тоннелях), либо с помощью пантографа (в депо). Максимальная скорость — 80 км/ч.
Вагоны по ширине (3,1 м) соответствуют пассажирским вагонам обычных железных дорог, то есть они шире, чем вагоны московского метро (2,7 м).

## Цены и часы работы

### Билеты и проездные
Проход в Бухарестское метро осуществляется по магнитным картам, которые дают право либо на определённое количество поездок, либо на неограниченное количество в течение фиксированного периода времени.
- Билет на 1 поездку — 5 лей
- Билет на 2 поездки — 10 лей
- Билет на 10 поездок — 40 лей
- Проездной на 1 день — 8 лей
- Проездной на 3 дня — 20 лей
- Проездной на неделю — 45 лей
- Месячный проездной — 100 лей

Для 
Билеты метро не могут быть использованы на наземном транспорте: автобусах, троллейбусах и трамваях — на них используются другие билеты стоимостью 1,3 лей. В настоящий момент существуют единые проездные для метро и наземного транспорта.

### Часы работы и график движения
|             | M1                    | M1                   | M2                    | M2                   | M3                    | M3                   | M4                    | M4                   |
|             | Понедельник — Пятница | Суббота, Воскресенье | Понедельник — Пятница | Суббота, Воскресенье | Понедельник — Пятница | Суббота, Воскресенье | Понедельник — Пятница | Суббота, Воскресенье |
| 5:00-6:30   | 7-10 мин.             | 9 мин.               | 6-10 мин.             | 9 мин.               | 7-10 мин.             | 9 мин.               | 11-12 мин.            | 11-12 мин.           |
| 6:30-9:00   | 5-6 мин.              | 9 мин.               | 3-6 мин.              | 9 мин.               | 5-6 мин.              | 9 мин.               | 11-12 мин.            | 11-12 мин.           |
| 9:00-14:00  | 6-8 мин.              | 9 мин.               | 4-8 мин.              | 9 мин.               | 5-8 мин.              | 9 мин.               | 11-12 мин.            | 11-12 мин.           |
| 14:00-19:00 | 5-6 мин.              | 9 мин.               | 3-6 мин.              | 9 мин.               | 5-8 мин.              | 9 мин.               | 11-12 мин.            | 11-12 мин.           |
| 19:00-21:30 | 6-10 мин.             | 9 мин.               | 4-8 мин.              | 9 мин.               | 5-10 мин.             | 9 мин.               | 11-12 мин.            | 11-12 мин.           |
| 21:30-23:30 | 11-12 мин.            | 9-11 мин.            | 10-11 мин.            | 9-10 мин.            | 10-12 мин.            | 9-11 мин.            | 11-12 мин.            | 11-15 мин.           |